# Liceu Nacional de São Tomé i Príncipe
El Liceu Nacional de São Tomé i Príncipe, abans Liceu Nacional Paulo Freire és un liceu situat a l'Avinguda Marginal 12 Julho, São Tomé, São Tomé i Príncipe. Una de les principals institucions educatives d'aquesta petita illa africana. Els estudiants de la universitat són coneguts per participar en el Dia Meteorològic Mundial. El lideu (escola secundària) es troba al passeig marítim, al nord de l'antiga ambaixada de Taiwan i l'Hotel Miramar i al sud-est de la Biblioteca Nacional de São Tomé i Príncipe, També es troba a prop de l'Institut Superior d'Educació i Comunicació de la Universitat de São Tomé i Príncipe.

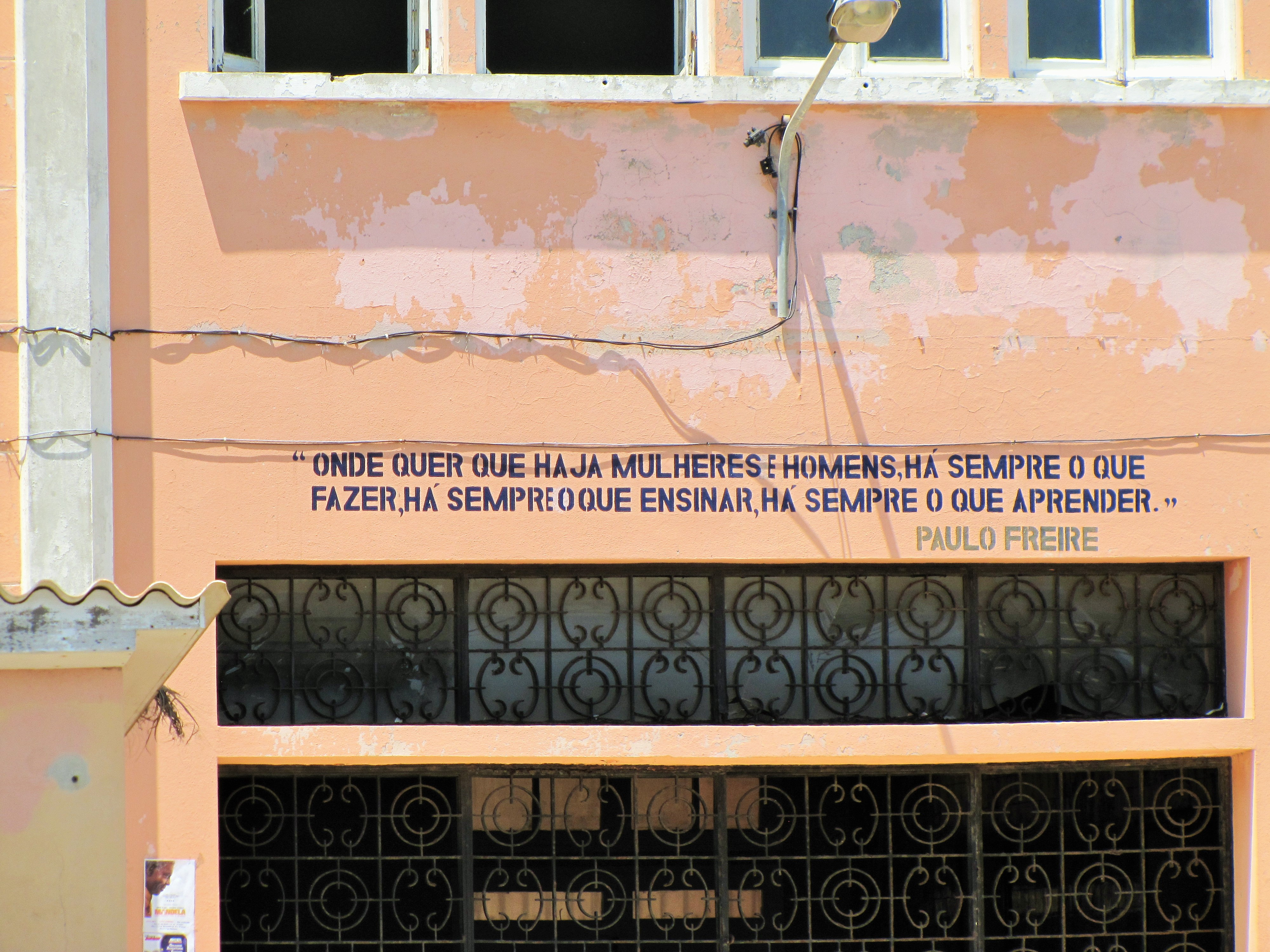
Entrada del Liceu amb la frase de Paulo Freire

## Història
El Liceu Nacional de São Tomé i Príncipe, a diferència d'algunes institucions educatives creades per Portugal, no va sorgir amb el propòsit d'ensenyament secundari, sinó com una institució d'ensenyament tècnic. Fou creat com a Escola Técnica Silva e Cunha, que va iniciar les seves operacions el 6 d'octubre de 1969, amb la inauguració de la seva seu pròpia, l' "Edifício Liceu Nacional". L'edifici era d'estil neoclàssic
En 1975, amb la independència nacional de São Tomé, la institució fou reanomenada com a Liceu Nacional Paulo Freire, en honor del pedagog brasiler Paulo Freire. Paral·lelament, l'única institució secundària de l'arxipèlag, el "Liceu Nacional D. João II" (renomenat "Escola Preparatòria Patrice Lumumba"), fou transformada en una escola de cicle preparatori, de tal manera que el LNSTP fos, durant 36 anys, l'única escola secundària del país.
En 1988, en mig de les reformes de l'ensenyament santomenc, la institució canvià de nom al de Liceu Nacional de São Tomé e Príncipe A l'entrada de la institució hi ha una frase de Paulo Freire "Onde quer que haja mulheres e homens ha sempre o que faze rha sempre o que ensinhar ha sempre o que aprender".